# Мышиные лемуры
Мышиные лемуры, или карликовые маки (лат. Microcebus), — род млекопитающих животных из инфраотряда лемурообразных отряда приматов. Как и все лемуры, родом с Мадагаскара Длиной (от головы до кончика хвоста) не больше 27 см, что делает их самыми мелкими приматами. (Самый мелкий вид рода — Microcebus berthae); хотя их вес меняется в зависимости от продолжительности дневного света. Эти лемуры всеядные; их диета разнообразна: могут питаться выделениями насекомых[уточнить], членистоногими, мелкими позвоночными, смолой, фруктами, цветками, нектаром, а также листьями и почками в зависимости от сезона.

## Виды
База данных Американского общества маммологов (ASM Mammal Diversity Database) признаёт 25 видов мышиных лемуров:
- Microcebus arnholdi
- Microcebus berthae
- Microcebus bongolavensis
- Microcebus boraha
- Microcebus danfossi
- Microcebus ganzhorni
- Microcebus gerpi
- Microcebus griseorufus
- Microcebus jollyae
- Microcebus jonahi
- Microcebus lehilahytsara
- Microcebus macarthurii
- Microcebus mamiratra
- Microcebus manitatra
- Microcebus margotmarshae
- Microcebus marohita
- Microcebus mittermeieri
- Серый мышиный лемур (Microcebus murinus)
- Карликовый мышиный лемур (Microcebus myoxinus)
- Золотистобурый мышиный лемур (Microcebus ravelobensis)
- Коричневый мышиный лемур (Microcebus rufus)
- Microcebus sambiranensis
- Microcebus simmonsi
- Microcebus tanosi
- Microcebus tavaratra